# إدارة الممتلكات
إدارة الممتلكات هي التشغيل والمراقبة والصيانة والإشراف على العقارات والممتلكات المادية ويمكن أن يشمل ذلك العقارات السكنية والتجارية والأراضي. ويشير مصطلح الإدارة إلى الحاجة إلى رعاية العقارات ومراقبتها، مع المسؤولية عنها والاهتمام بحالتها خلال عمرها الافتراضي للاستخدام. هذا يشبه إلى حد كبير دور الإدارة في أي عمل تجاري.
إدارة الممتلكات هي إدارة الممتلكات الشخصية، والمعدات، والأدوات، والأصول الرأسمالية المادية المكتسبة والمستخدمة لبناء وإصلاح وصيانة مخرجات العنصر النهائي، و تتضمن إدارة الممتلكات العمليات والأنظمة والقوى العاملة المطلوبة لإدارة دورة حياة جميع الممتلكات المكتسبة على النحو المحدد أعلاه، بما في ذلك الاستحواذ والرقابة والمساءلة والمسؤولية والصيانة والاستخدام والتخلص.
يجوز لمالك منزل لأسرة واحدة أو عمارات أو مبنى متعدد العائلات الاستعانة بالخدمات التي تقدمها شركة إدارة عقارات محترفة التي ستقوم بعد ذلك بالإعلان عن العقارات المؤجرة، والتعامل مع استفسارات المستأجرين، وفحص المتقدمين، واختيار المرشحين المناسبين، ووضع اتفاقية إيجار ( عقد ايجار )، وإجراء فحص الانتقال، ونقل المستأجر (المستأجرين) إلى العقار، وجمع إيرادات الإيجار. وستقوم الشركة بعد ذلك بتنسيق أي مشكلات تتعلق بالصيانة، وتزويد المالك (الملاك) بالبيانات المالية وأي معلومات ذات صلة بالممتلكات، وما إلى ذلك.

## الأدوار
لهذه المهنة جوانب عديدة منها إدارة الحسابات والأموال الخاصة بالعقارات والمشاركة في التقاضي أو بدء التقاضي مع المستأجرين والمقاولين ووكالات التأمين، و يعتبر التقاضي أحيانًا وظيفة منفصلة مخصصة للمحامين المدربين، و بالرغم من أن الشخص سيكون مسؤولاً عن ذلك في الوصف الوظيفي، فقد يكون هناك محامٍ يعمل تحت إشراف مدير الممتلكات.
ويتم إيلاء اهتمام خاص لقانون العلاقة بين المالك / المستأجر في الحالات الأكثر شيوعًا مثل : الإخلاء، وعدم الدفع، والمضايقات، وتقليل الخدمات المرتبة مسبقًا، والإزعاج العام هي مواضيع قانونية تحظى بأكبر قدر من الاهتمام من مديري العقارات.
لذلك، من الضروري أن يكون مدير الممتلكات على علم بقوانين وممارسات البلدية، والمقاطعة، والولاية، وكذلك قوانين الإسكان العادل الفيدرالية المعمول بها بالولايات المتحدة الأمريكية.

## الترخيص

### أستراليا
تتطلب كل ولاية في أستراليا باستثناء ولاية جنوب أستراليا ترخيصًا مناسبًا لإدارة الممتلكات. الغرض من هذه اللائحة هو التأكد من أن مدير الممتلكات على استعداد جيد للوظيفة قدر الإمكان. (قد تكون هناك استثناءات مثل إدارة عقار صغير للغاية لأحد الأقارب. )
في جنوب أستراليا، إذا كنت تدير نشاطًا تجاريًا لإدارة الممتلكات، فيجب أن تكون وكيل أراضي مسجل بالولاية.
يتم فحص جميع طلبات الإيجار المستلمة والمستندات المرجعية للمستأجر بما في ذلك بطاقة التعريف المدنية للمستأجر ( الهوية الوطنية )، ومعلومات الدخل، وحالات الإيجار السابقة والمعلومات الخاصة بمكان العمل. 
بالإضافة إلى ذلك، يتم فحص بيانات المستأجرين من خلال مركز معلومات الإيجار الوطني الأسترالي الذي يسجل تفاصيل المستأجرين المتخلفينعن الوفاء بالتزاماتهم الايجارية سابقا.
في العام الأخير، تغيرت إدارة العقارات في أستراليا من شركات لها مباني للمقرات إلى شركات افتراضية عبر الإنترنت.

### كندا
في كندا، تعتبر القوانين التي تحكم إدارة الممتلكات وعلاقات المالك / المستأجر، بشكل عام، مسؤولية خاصة بكل إقليم، حيث يضع كل إقليم أو مقاطعة قوانينه الخاصة في هذه الأمور.
في معظم الحالات، يمكن لأي شخص أو شركة تقديم خدمات إدارة الممتلكات طالما استوفى /استوفت متطلبات الترخيص.
وبخلاف القوانين المحددة في كل مقاطعة أوإقليم التي تحكم هذه الأمور، فإن تلك التراخيص بشكل عام تخضع للقانون العام الإنجليزي، باستثناء مقاطعة كيبيك حيث يتم استخدام القانون المدني بدلاً من القانون العام الإنجليزي.
ولكن في بعض المدن، يتم استكمال تشريعات المقاطعات بالقوانين الداخلية للمدينة.

#### كولومبيا البريطانية
يتم تنظيم ترخيص مديري العقارات من قبل حكومة المقاطعة والترخيص من قبل وكالة تنظيمية أنشأتها حكومة المقاطعة في عام 1958 بأسم مجلس العقارات في كولومبيا البريطانية (RECBC).
وتتمثل مهمته في حماية المصلحة العامة من خلال إنفاذ متطلبات الترخيص وسلوك المرخص له في قانون الخدمات العقارية، و المجلس مسؤول عن منح تراخيص الأفراد والوسطاء العاملين في بيع وتأجير العقارات وإدارة العقارات.
كما يقوم المجلس بفرض مؤهلات التأهيل الخاصة بالحصول على الرخصة للعاملين بالمجال، والتحقيق في الشكاوى المقدمة ضد المرخص لهم وفرض عقوبات تأديبية بموجب القانون.
وكذلك فأن المجلس مسؤول عن ضمان حماية مصالح المستهلكين الذين يستخدمون خدمات المرخص لهم بالعقارات بشكل كاف ضد الأفعال غير المشروعة من قبل المرخص لهم وقد يكون الفعل الغير مشروع متعمدًا أو قد يكون نتيجة لممارسة غير كافية (أخطاء في التطبيق) من قبل المرخص له في تنفيذ واجباتهم ومسؤولياتهم.
والمجلس مسؤول أيضا عن تحديد ما هو التعليم المناسب في الشؤون العقارية للأفراد الذين يسعون للحصول على ترخيص كممارسين عقاريين وترتيب ترخيص الدورات والامتحانات كجزء من متطلبات التأهيل للترخيص. تحت سلطة المجلس، ويتم تقديم دورات الترخيص من قبل قسم العقارات بكلية ساودر للأعمال بجامعة كولومبيا البريطانية UBC Sauder School of Business.

#### أونتاريو
في أونتاريو، لا يلزم الترخيص للعمل، ولكن هناك رابطة مديري الشقق في أونتاريو - ACMO وهي هيئة ذاتية الإدارة المسؤولة عن الإصدار للشهادات وتعيين أعضائها الذين يديرون المباني التي تضم أكثر من 600 وحدة.
وكذلك يقوم المجلس العقاري لأونتاريو (RECO)، بتنظيم أصحاب العقارات المرخصين في أونتاريو. وتقوم حكومة المقاطعة بمراجعة قانونها الخاص بالعمارات.
وفي جلسات التشريع المنعقدة من 2015-2016 كان هناك رغبة في اعتماد شركات إدارة الشقق والموظفين في مجال التأجير والمجالس السكنية.

#### ساسكاتشوان وألبرتا
كلاهما يتطلب من مديري العقارات امتلاك رخصة عقارية.

### ألمانيا
في ألمانيا، تنقسم إدارة الممتلكات إلى مجالات إدارة اتحادات مالكي المنازل (WEG-Verwaltung)، وإدارة الإيجارات (Mietverwaltung)، وإدارة الممتلكات الخاصة (Sondereigentumsverwaltung) مع عملاء ومهام مختلفة.
منذ عام 2018، أصبح الترخيص وفقًا لقانون تنظيم التجارة (§ 34 C GewO) إلزاميًا لمديري العقارات. وهذا يتطلب تأمينًا كافيًا بالإضافة إلى ظروف مالية سليمة وموثوقية، ولا توجد متطلبات بخصوص التدريبات المهنية أو الدرجات العلمية.
ومع ذلك، هناك التزام تدريبي لمدة عشرين ساعة خلال فترة ثلاث سنوات. للحصول على ترخيص كمدير عقارات في ألمانيا مصحوب بعضوية غرفة الصناعة والتجارة ذات الصلة.

### هونج كونج
في هونغ كونغ، تخضع شركات إدارة الممتلكات (اختصارا : PMCs) وممارسي إدارة الممتلكات (اختصارا : PMPs) للتنظيم بموجب مرسوم خدمات إدارة الممتلكات (PMSO) (الفصل 626 من قوانين هونغ كونغ)، والذي صدر في عام 2016.
بدأت بعض الأقسام التابعة لـ مرسوم خدمات إدارة الممتلكات PMSO العمل وهي تلك المتعلقة بإنشاء هيئة خدمات إدارة الممتلكات (PMSA) باعتبارها الجهة المنظمة للصناعة.
وبصرف النظر عن إنشاء PMSA، فأن PMSO توفر إطارًا قانونيًا للنظام التنظيمي مع صياغة تفاصيل النظام، بما في ذلك معايير الترخيص لشركات ادارة الممتلكات الخاصة و ممارسي ادارة الممتلكات PMP اللاتي تصاغ من قبل هيئة خدمات إدارة الممتلكات PMSA (هناك نقاشات عامة بهذا الخصوص ) وستكون المنصوص عليها في التشريع الفرعي.
وستبدأ أقسام أخرى من مرسوم خدمات إدارة الممتلكات PMSO العمل بعد تمرير التشريع الفرعي من قبل المجلس التشريعي لهونغ كونغ وبدء العمل به.
وتُعفى فئات معينة من الأشخاص من شرط الترخيص. و يُطلب من غير المعفيين الحصول على ترخيص ويعتبر عدم القيام بذلك جريمة جنائية تخضع لعقوبة قصوى تبلغ 500000 دولار هونج كونج والسجن لمدة عامين.
ويخضع المرخصون لإجراءات تأديبية (بما في ذلك التحذير اللفظي، والتوبيخ الكتابي، وعقوبة تصل إلى 300000 دولار هونج كونج، وفرض شرط على الترخيص، وتعليق وإلغاء التراخيص ) من قبل PMSA إذا ارتكبوا "مخالفة تأديبية" على النحو المحدد في القسم 4 من PMSO.
وقد تصدر هيئة خدمات إدارة الممتلكات PMSA مدونات سلوك تحتوي على إرشادات عملية للمرخص لهم، بما في ذلك الأمور التي تعتبرها PMSA ذات صلة لتحديد ما إذا كان المرخص له قد ارتكب مخالفة تأديبية.
بموجب مرسوم خدمات إدارة الممتلكات (PMSO)، يجب وصف خدمات إدارة الممتلكات (PMSs) ضمن سبع فئات محددة على النحو التالي:
1. خدمات الإدارة العامة المتعلقة بالممتلكات ؛
2. إدارة بيئة الممتلكات ؛
3. إصلاح الممتلكات وصيانتها وتحسينها ؛
4. التمويل وإدارة الأصول المتعلقة بالممتلكات ؛
5. إدارة المرافق المتعلقة بالممتلكات ؛
6. إدارة الموارد البشرية المتعلقة بالموظفين المشاركين في إدارة الممتلكات ؛ و
7. الخدمات القانونية المتعلقة بإدارة الممتلكات.

يُطلب من شركات إدارة الممتلكات التي تقدم خدمات إدارة الممتلكات والتي تندرج ضمن أكثر من فئة واحدة من أنظمة إدارة الخدمات أن تكون مرخصة، كما يلزم أيضًا أن يكون الأفراد الذين يتولون دورًا إداريًا أو إشرافيًا في هذه الشركات أن يكونوا مرخصين.
بعبارة أخرى، لا يُطلب من شركات إدارة الممتلكات التي تقدم خدمات إدارة الممتلكات التي تندرج ضمن فئة واحدة فقط من أنظمة إدارة الخدمات أن تكون مرخصة، والأفراد الذين يعملون في الخطوط الأمامية دون تولي دور إداري أو إشرافي ليسوا مطالبين بالحصول على ترخيص أيضًا.
ويتم تغطية جميع أنواع العقارات (سواء كانت سكنية أو تجارية أو غير ذلك) من قبل PMSO، ولكن "الملكية" تُعطى معنى تقنيًا وتشير إلى تلك التي لها صك تعهد متبادل (DMC) (مستند يحتوي على شروط ملزمة على جميع مالكي الشقق في مبنى متعدد الوحدات أو متعدد الطوابق ) حيث أن خدمات إدارة الممتلكات PMSs المقدمة للمباني ذات الملكية المتعددة هي المقصود بها التنظيم.
بعبارة أخرى، لا ينبغي تنظيم شركات إدارة الممتلكات (PMC) و ممارسي إدارة الممتلكات (PMPs) الذين يقدمون الخدمة لممتلكات لاتمتلك وثائق DMC بموجب مرسوم PMSO.

### الهند
في الهند، لا يوجد تنظيم قانوني لشركات إدارة الممتلكات أو وكلاء العقارات أو المطورين.
ولكن في عام 2013، أقر مجلس الوزراء الاتحادي مشروع قانون التنظيم والتطوير العقاري، لكنه لم يدخل حيز التنفيذ بعد، و يسعى مشروع القانون إلى إنشاء 3 هيئات تنظيمية في الدولة.
وقد أقر مجلس الوزراء الاتحادي مشروع قانون التنظيم والتطوير العقاري في أوائل عام 2016، ومن المتوقع أن يؤدي ذلك إلى تغيير جذري في إدارة العقارات في الهند. 

### نيوزيلاندا
مطلوب من وكلاء تأجير إدارة الممتلكات التجارية في نيوزيلندا الحصول على ترخيص وكيل عقارات مع حصولهم على تشغيل حساب مصرفي ائتماني وتدقيقه، و تخضع عقود الإيجار التجارية لقانون الملكية لعام 1952.
إدارة العقارات السكنية في نيوزيلندا هي صناعة غير مرخصة وغير منظمة. ولا يتطلب من مديرو العقارات في نيوزيلندا أي تسجيل أو حد أدنى من المعرفة أو المهارة.
وقد استعرضت حكومة نيوزيلندا ما إذا كانت جميع أشكال إدارة الممتلكات بحاجة إلى أي تشريع. وبعد الانتهاء من المراجعة، أعلن مساعد وزير العدل، هون ناثان جاي، في 2 يوليو 2009 أنه لن يتم فرض أي تنظيم مهني جديد على مديري العقارات ويرجع ذلك جزئيًا إلى وجود قوانين قائمة بالفعل يمكن استخدامها لحماية المستهلكين.
ويجوز لوكلاء العقارات المرخصين في نيوزيلندا تقديم خدمة إدارة العقارات السكنية مع وكلاء عقارات مؤهلين كمديرين للعقارات أو مع مدير عقارات يعمل في إطار وكالة العقارات المرخصة.
ومن المفترض أن يلتزم الوكلاء الأعضاء بمدونة قواعد الممارسة الخاصة بمعهد العقارات في نيوزيلندا لإدارة الممتلكات والتي تحدد وفقًا أفضل ممارسات الصناعة للتعامل مع الجمهور.
يقول المنتقدون إن لجنة الشكاوى التابعة لهيئة وكلاء العقارات لديها نطاق أو اختصاص أقل للحكم السلبي ضد تراخيص إدارة الممتلكات المهملة كما لو كانوا يعملون في "عمل وكالة عقارية"، ويمكن لقضايا سلوك إدارة الممتلكات غير المرضية تلقي نتيجة " لا يوجد أي إجراء آخر "على عكس نتيجة " سلوك غير مرضي " بسبب" السلوك غير المرتبط بعمل الوكالة العقارية ".
وتشير إرشادات أفضل الممارسات إلى أن وكالات العقارات المرخصة التي تقوم بأعمال إدارة الممتلكات يجب أن تجمع الإيجار من خلال حساب ائتمان مدقق مما يجلب بعض اليقين لأمن أموال الإيجار للمالك والمستأجرين على الرغم من أن حالات REAA تشير إلى أن هذا ليس دائمًا.
يحدد قانون الإيجارات السكنية لعام 1986 حقوق ومسؤوليات الملاك والمستأجرين للعقارات، بما في ذلك شرط الحصول على اتفاقية إيجار مكتوبة والحاجة إلى تقديم سندات إيجار (إذا لزم الأمر) مع وزارة الأعمال والابتكار والتوظيف.
وتستمع محكمة الإيجارات والقضاة / الوسطاء التابعون لها إلى المنازعات (بين المالك والمستأجرين) وإصدار أحكام بشأنها فيما يتعلق بأي انتهاكات لقانون الإيجارات السكنية لعام 1986 وقانون ألقاب الوحدات Unit Titles لعام 2010.
في 1 يوليو 2019، أصبحت معايير المنازل الصحية قانونًا ملزما، وتقدم معايير المنازل الصحية معايير محددة وأدنى للتدفئة، والعزل، والتهوية، ودخول الرطوبة والصرف، ووقف تسرب التيارات الهوائية الباردة في العقارات المؤجرة.
يجب أن تمتثل جميع العقارات المؤجرة الخاصة في غضون 90 يومًا من أي عقد إيجار جديد أو متجدد بعد 1 يوليو 2021 لهذا القانون، مع امتثال جميع الإيجارات الخاصة بحلول 1 يوليو 2024
يحدد قانون ألقاب الوحدات Unit Titles لعام 2010 قانون ملكية وإدارة تطوير ملكية الوحدة، بحيث يمتلك كل من الملاك المتعددون نفس الوحدة العقارية.
ويغطي القانون إنشاء مثل هذه التطوير العقاري، وحوكمة الشركات، وحقوق والتزامات هيئة مالكي الوحدات والوحدات، والإفصاح بين المشترين والبائعين، وتسوية المنازعات وما إلى ذلك.
وتوفر لوائح ألقاب الوحدات لعام 2011 إرشادات تشغيلية. الهيئة الاعتبارية هي المسؤولة عن الوظائف المالية والإدارية المتعلقة بالممتلكات المشتركة والتنمية. جميع مالكي الوحدات هم أعضاء في هيئة اعتبارية. يمكن لأي شخص اعتباري تفويض بعض سلطاته وواجباته إلى لجنة شخصية اعتبارية وقد يتم التعاقد مع مدير اعتباري مهني لتقديم الخدمات.

### جمهورية ايرلندا
في جمهورية أيرلندا، لا يوجد التزام قانوني بتكوين شركة لإدارة الممتلكات. ومع ذلك يتم تشكيل شركات الإدارة بشكل عام لإدارة التطوير العقاري للعقارات المتعددة الوحدات، ويجب بعد ذلك اتباع القواعد العامة لقانون الشركات من حيث الملكية والإدارة.
منذ يوليو 2012، أصبح إلزاميًا لجميع مقدمي خدمات العقارات، بما في ذلك شركات إدارة الممتلكات، أن يكونوا مسجلين ومرخصين بالكامل من قبل هيئة تنظيم خدمات العقارات في أيرلندا.
و قامت وكالة المستهلك الوطنية (NCA) بحملة في هذا المجال، وفي سبتمبر 2008 أطلقت موقعًا على شبكة الإنترنت يشرح حقوق المستهلك.
ومع ذلك فليس لدى NCA وظيفة تشريعية أو تنظيمية في المنطقة، ما لم تكن شكوى المستهلك تتعلق بخرق قانون المستهلك.

### رومانيا
لا توجد هيئة تنظيمية أو تراخيص محددة في هذا الوقت (نوفمبر 2012). ومع ذلك و بموجب قانون الأعمال المالية، لا يجوز لأي شركة تقدم إدارة الممتلكات كعمل تجاري يتم تحصيل رسوم منه، القيام بذلك إلا إذا كانت هذه الخدمات مدرجة في قوانين دساتير الشركة، أي قائمة الأنشطة التجارية المعلنة مسبقًا قانونًا.
وبموجب القانون الروماني، لا يمكن لأي شركة جني دخل من أي خدمة لم يتم الإعلان عنها بهذه الطريقة ويجب إثباتها بناءً على طلب عميل الكيانات القانونية.

### المملكة المتحدة
في المملكة المتحدة، لا توجد لائحة قانونية تتعلق بشركات إدارة الممتلكات. غالبًا ما تكون الشركات التي تدير العقارات السكنية المستأجرة أعضاء في رابطة وكلاء الإيجارات السكنية.
ويتعين على الشركات أو الملاك الأفراد الذين يقبلون ودائع تأمين العناصر المؤجرة " لعقود إيجار قصيرة مضمونة " (الشكل المعتاد للإيجارات السكنية) بموجب القانون أن يكونوا أعضاء في برنامج.ايداع تأمين العناصر المؤجرة

### الولايات المتحدة
تطلب معظم الولايات، مثل نيويورك، وكولورادو، من شركات إدارة الممتلكات أن تكون وسطاء عقارات مرخصين إذا كانوا يجمعون الإيجار، أو يعرضون العقارات للإيجار، أو يساعدون في التفاوض على عقود الإيجار والقيام بعمليات التفتيش كطرف ثالث، وقد يكون مدير الممتلكات مندوب مبيعات عقارات مرخصًا ولكن بشكل عام يجب أن يعمل تحت وسيط عقاري مرخص.
تمتلك معظم الولايات نظامًا للتحقق من الترخيص العام عبر الإنترنت لأي شخص لديه مندوب مبيعات عقاري أو رخصة وسيط عقاري. ولا تطلب بعض الولايات، مثل أيداهو، وماين، وفيرمونت من مديري العقارات الحصول على تراخيص عقارية.
وتسمح الولايات الأخرى، مثل مونتانا وأوريغون وساوث كارولينا، لمديري العقارات بالعمل بموجب ترخيص إدارة الممتلكات بدلاً من ترخيص الوسيط.
وتسمح بعض الولايات، مثل ولاية بنسلفانيا، لمديري العقارات بالعمل بدون ترخيص عقاري إذا لم يتفاوضوا على عقود الإيجار، أو يحتفظوا بأموال المستأجرين، أو يبرمون عقود إيجار نيابة عن مالك العقار.
ولا يُطلب من المالكين الذين يديرون ممتلكاتهم الخاصة الحصول على ترخيص عقاري في العديد من الولايات ؛ ومع ذلك، يجب أن يكون لديهم على الأقل رخصة عمل لتأجير منازلهم.
وقد يطلب من المالكين الذين لا يعيشون بالقرب من العقار المستأجر، من قبل الحكومة المحلية، استئجار خدمات شركة إدارة الممتلكات. 
ولكن بعض الولايات ذات الأرقام السياحية المرتفعة، مثل هاواي، لديها قواعد صارمة لإدارة الممتلكات.
في ولاية كاليفورنيا، يجب أن يكون مديرو عقارات الشقق التابعون لجهات خارجية مرخصين لدى مكتب كاليفورنيا للعقارات كوسيط عقارات.
ترخيص الوسيط مطلوب لأي شخص أو شركة، للحصول على تعويض أو إيجارات أو إيجارات أو عروض تأجير أو إيجار، أو أماكن للإيجار، أو طلب إدراج أماكن للإيجار، أو التماس المستأجرين المحتملين، أو التفاوض على البيع أو الشراء أو تبادل عقود الإيجار على الممتلكات العقارية، أو على فرصة عمل، أو تحصيل الإيجارات من الممتلكات العقارية، أو التحسينات عليها، أو من الفرص التجارية.
ويتطلب قانون لوائح ولاية كاليفورنيا ،( البند 25 من القسم 42 ) من مالكي المباني السكنية التي تحتوي على 16 وحدة أو أكثر أن يكون لديهم مديرين مقيمين في الموقع يعيشون في ممتلكاتهم ويستثنى من ذلك الشرط للمباني السكنية التي تحتوي على أقل من 16 وحدة سكنية.
غالبًا ما يتم الخلط بين تسمية وسيط العقارات من قبل أولئك الذين ليسوا على دراية بشروط الصناعة مثل سمسار عقارات أو وكيل أو مندوب مبيعات.

### بنما
لكي تكون قادرًا على إدارة العقارات في بنما، في تلك اللحظة، لا يلزم الحصول على تراخيص، طالما أن الشركة تركز على إدارة العقارات. ومع ذلك، فإن الشركة العقارية التي تخطط لشراء وبيع العقارات تتطلب ترخيصًا.

### كينيا
في كينيا ، يعد مجلس تسجيل الوكلاء العقاريين (EARB) الهيئة التنظيمية لممارسة الوكالات العقارية في كينيا ويستمد تفويضه من قانون الوكلاء العقاريين لعام 1984، Cap 533 الذي تم تفعيله في عام 1987.
ووفقًا لأحكام القانون، يتولى المجلس مسؤولية تسجيل وكلاء العقارات والتأكد من أن كفاءة وسلوك وكلاء العقارات الممارسين على مستوى عالٍ بما يكفي لضمان حماية الجمهور، و يحتفظ مجلس الإدارة أيضًا بقائمة بالأعضاء المسجلين على موقعه على الويب والتي يمكن الوصول إليها من قبل الجمهور وفقًا للمادة 9 من قانون الوكلاء العقاريين.
ويقوم المجلس مؤخرا  بصياغة مقترح مع مجموعة من التعديلات على قانون الوكلاء العقاريين.
تشمل الجمعيات التي يمكن لوكلاء العقارات ومطوري العقارات الانضمام إليها ما يلي: جمعية مطوري العقارات في كينيا (KPDA) التي تأسست في نيروبي في عام 2006 كهيئة تمثيلية لقطاع تطوير العقارات السكنية والتجارية والصناعية في كينيا. إنها منظمة أعضاء تجارية ناشئة تعمل في شراكة استباقية مع صانعي السياسات والممولين والمواطنين لضمان نمو صناعة التطوير العقاري بسرعة ولكن بطريقة منظمة وفعالة واقتصادية وأخلاقية.
جمعية أخرى هي جمعية السماسرة المحترفين في كينيا (KPRA). وهي منظمة مهنية تعمل على تطوير الخدمات المهنية العقارية لمحترفي العقارات الذين يشترون ويبيعون ويديرون العقارات والأعمال ذات الصلة. تقدم KPRA مجموعة متنوعة من الخدمات لأعضائها بما في ذلك التعيين المهني، وشهادة التدريب، والتعليم والتمثيل التشريعي، بالإضافة إلى العضوية في الشركات المحلية والإقليمية التابعة لـ KPRA.

## التسميات المهنية
تقدم جمعية مالكي ومديري المباني (BOMA International) تعيينات متوافقة مع معايير الصناعة التي تصادق على التدريب لمديري العقارات:
- مسؤول الملكية العقارية (RPA)
- مسؤول إدارة المرافق (FMA)
- مسؤول صيانة الأنظمة (SMA)
- فني صيانة النظم (SMT)

معهد إدارة العقارات (IREM)
- مدير الممتلكات المعتمد (CPM)
- مدير سكني معتمد (ARM)
- مدير تجاري معتمد (ACoM)
- منظمة الإدارة المعتمدة (AMO)

معهد الإسكان المصنّع (MHI)
- مدير المجتمع المعتمد (ACM)
- مستشار إسكان محترف (PHC)

الرابطة الوطنية للشقق (NAA) لديها التعيينات التالية:
- مدير شقة معتمد (CAM)
- مشرف عقارات شقق معتمد (CAPS)
- شهادة فنيي صيانة الشقق (CAMT)
- National Apartment Leasing Professional (NALP)

تقدم الرابطة الوطنية لمديري العقارات السكنية (NARPM) تعيينات للمصادقة على المعايير الأخلاقية والمهنية للسلوك لمديري العقارات:
- محترف الإدارة السكنية (RMP)[41]
- مدير الملكية الرئيسي (MPM)[42]
- أخصائي دعم معتمد (CSS)[43]
- شركة الإدارة السكنية المعتمدة (CRMC)[44]
- منسق صيانة معتمد (CMC)[45]
- محاسب إدارة الحسابات السكنية المعتمد (CRMB)[46]

تشمل التعيينات الخاصة بالدولة ما يلي:
- كاليفورنيا - مدير جمعية المجتمع المعتمد (CCAM)
- فلوريدا - مدير جمعية المجتمع (CAM)
- مينيسوتا - مدير جمعية المجتمع المعتمد (CCAM)
- مينيسوتا - مدير سكني معتمد (CRM)

لدى معهد جمعيات المجتمع أيضًا تعيينات في الولايات المتحدة لمديري العقارات السكنية الذين يديرون المجتمعات المخطط لها مثل الوحدات السكنية وجمعيات مالكي المنازل والتعاونيات. تشمل التعيينات الوطنية:
- أخصائي إدارة النقابات (AMS)
- مدير معتمد للجمعيات المجتمعية (CMCA)
- مدير واسع النطاق (LSM)
- مدير جمعية المجتمع المحترف (PCAM) - أعلى تصنيف تم منحه.

تتمتع الرابطة الوطنية لبناة المنازل بتسمية متخصصة لصناعة الإسكان الميسور التكلفة من خلال برنامج الائتمان الضريبي للإسكان منخفض الدخل (LIHTC): • محترف معتمد من ائتمان الإسكان (HCCP)
في المملكة المتحدة:
- رابطة وكلاء الإدارة السكنية (ARMA)
- معهد إدارة العقارات السكنية (IRPM)

في كينيا:
- مجلس تسجيل الوكلاء العقاريين (EARB)
- جمعية مطوري العقارات في كينيا (KPDA)
- جمعية السماسرة المحترفين في كينيا (KPRA)

## برامج إدارة الممتلكات
تستمر برامج إدارة الممتلكات في النمو من حيث الشعبية والأهمية. نظرًا لانخفاض السعر، يمكن للشركات الصغيرة ومديري العقارات الهواة العمل باستخدام بعض من أفضل الممارسات والكفاءة مثل الشركات الكبرى.
كان برنامج إدارة الأصول عبر الإنترنت (OPMS، أو برنامج إدارة الممتلكات عبر الإنترنت) سببًا مهمًا لانخفاض الأسعار. بالإضافة إلى خيارات برامج إدارة الممتلكات الأساسية، يتم تقديم عدد متزايد سريعًا من منتجات البرامج وثيقة الصلة بالصناعة.
نظام إدارة الممتلكات، المعروف أيضًا باسم PMS، هو تطبيق برمجي شامل يستخدم لتغطية أهداف مثل تنسيق الوظائف التشغيلية للمكتب الأمامي، والحجوزات، والتواصل مع الضيوف، والتخطيط، وإعداد التقارير، وما إلى ذلك. يستخدم هذا النوع من البرامج لتشغيل الفنادق الكبيرة وممتلكات العطلات.

## نماذج الأعمال

### نسبة الإيجار
هذا هو النموذج الأكثر شيوعًا، وتستخدمه شركات إدارة الممتلكات في المساحات السكنية التي تدير وحدات متعددة المنازل ومنازل الأسرة الواحدة. يوقع مالك العقار في هذه الحالة على اتفاقية إدارة الممتلكات مع الشركة، مع منح الأخيرة الحق في السماح بالتأجير للمستأجرين الجدد وتحصيل الإيجار منهم.
عادة لا يعرف الملاك حتى من هم المستأجرين، وعادة ما تحتفظ شركة إدارة الممتلكات بنسبة 10-15% من مبلغ الإيجار، وتتقاسم الباقي مع مالك العقار.

### رسوم ثابتة
هذا هو نموذج الإيرادات الأكثر شيوعًا الذي تستخدمه الشركات عند مراقبة المنازل الفارغة أو مواقع الأراضي الفارغة. يتضمن العمل هنا مراقبة الممتلكات والتأكد من أنها آمنة ومأمونة، وإبلاغ المالك بذلك. نظرًا لعدم وجود دخل من هذه العقارات، يتم عادةً فرض رسوم شهرية ثابتة على المالك.

### إيجار مضمون
يستخدم هذا النموذج أيضًا في المساحات السكنية، ولكن في الغالب للوحدات الصغيرة في المواقع ذات الطلب المرتفع.
هنا، توقع الشركة عقد إيجار مع المالك وتدفع له إيجارًا ثابتًا. وفقًا للاتفاقية، وتُمنح الشركة الحق في تأجير العقار من الباطن مقابل إيجار أعلى وبذلك يكون دخل الشركة هو الفرق بين الإيجاريين. كما هو واضح، في هذه الحالة، تقلل الشركة الإيجار المدفوع للمالك، والذي عادة ما يكون أقل من أسعار السوق.

### حصة الإيرادات
ينطبق هذا النموذج على مساحة شقة الخدمة والمؤسسات التجارية الأخرى، مثل مراكز البيع بالتجزئة أو الأعمال التي تدر إيرادات. في هذه الحالة، يوقع مدير الممتلكات اتفاقية مع مالك العقار، مع الحق في تحويل العقار إلى أعمال مدرة للدخل مثل مركز الأعمال، وشقة الخدمات، وما إلى ذلك. بدلاً من دفع الإيجار للمالك، تشارك شركة الإدارة نسبة مئوية من الإيرادات.  هناك أيضًا هياكل هجينة هنا، حيث يتم مشاركة مزيج من الإيجار الثابت وحصة من الإيرادات مع مالك العقار. 

## أنظر أيضا
- 1: 5: 200
- صلاحية التحكم صلاحية الدخول
- مخطط علاقة النشاط
- نمذجة معلومات البناء
- نظام إدارة الصيانة المحوسب
- إدارة الأصول المؤسسة
- إدارة المرافق
- إدارة الإيجار
- نبتة فيزيائية
- صيانة الممتلكات
- نماذج أعمال إدارة الممتلكات
- مدير الملكية
- حارس أمن